# Lok-Sabha-Wahlkreis Dharwad South
Der Lok-Sabha-Wahlkreis Dharwad South (auch Dharwar South) war von 1951 bis 2004 ein Wahlkreis bei den Wahlen zur Lok Sabha, dem Unterhaus des indischen Parlaments. Er gehörte bis 1956 zum Bundesstaat Bombay und von 1956 bis 1973 zum Bundesstaat Mysore, ehe dieser 1973 in Karnataka umbenannt wurde. Der Wahlkreis umfasste den Südteil des damaligen Distrikts Dharwad. Im Zuge der Neuordnung der Wahlkreise vor der Lok-Sabha-Wahl 2009 wurde der Wahlkreis Dharwad South aufgelöst. Der größte Teil des ehemaligen Wahlkreises kam zum neugeschaffenen Wahlkreis Haveri, ein kleinerer Teil zum ebenfalls neuen Wahlkreis Dharwad.

## Abgeordnete
| Wahl      | Name                          | Partei | Stimmen |
| --------- | ----------------------------- | ------ | ------- |
| 1951–1952 | Thimmappa Rudrappa Neswi      | INC    | 60,3 %  |
| 1957      | Thimmappa Rudrappa Neswi      | INC    | 68,7 %  |
| 1962      | Fakruddinsab Hussensab Mohsin | INC    | 63,9 %  |
| 1967      | Fakruddinsab Hussensab Mohsin | INC    | 50,3 %  |
| 1971      | Fakruddinsab Hussensab Mohsin | INC    | 69,0 %  |
| 1977      | Fakruddinsab Hussensab Mohsin | INC    | 60,7 %  |
| 1980      | Fakruddinsab Hussensab Mohsin | INC(I) | 61,0 %  |
| 1984      | Azeez Sait                    | INC    | 53,1 %  |
| 1989      | B. M. Mujahid                 | INC    | 51,2 %  |
| 1991      | B. M. Mujahid                 | INC    | 46,7 %  |
| 1996      | I. G. Sanadi                  | INC    | 32,5 %  |
| 1998      | B. M. Menasinakai             | LS     | 45,7 %  |
| 1999      | I. G. Sanadi                  | INC    | 46,2 %  |
| 2004      | Kunnur Manjunath Channappa    | BJP    | 51,2 %  |